# Manuel Caballero

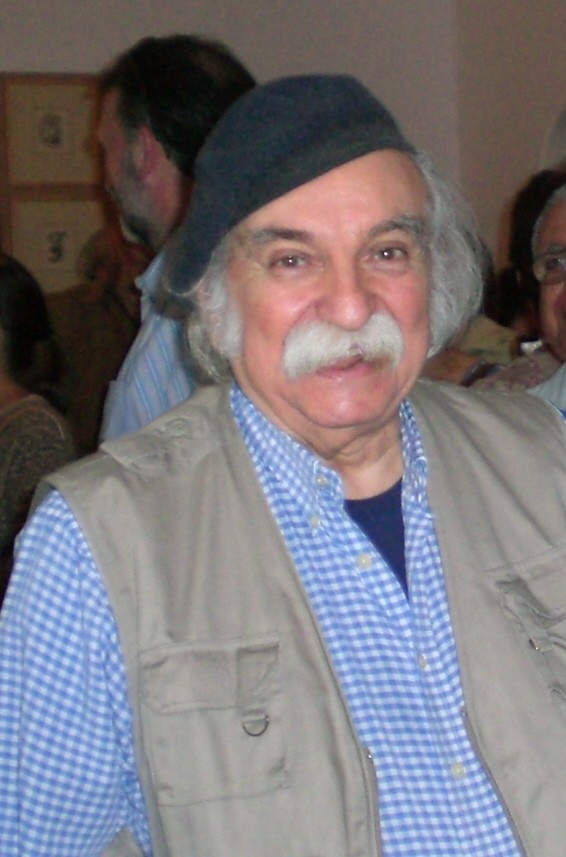
Manuel Caballero

Manuel Antonio Caballero Agüero (* 5. Dezember 1931 in Barquisimeto; † 12. Dezember 2010 in Caracas) war ein venezolanischer Historiker, Journalist und Universitätsdozent.

## Leben
Caballero studierte Geschichte an der Universidad Central de Venezuela und erhielt seinen PhD an der Universität London. Im Jahre 1994 erhielt er den Nationalpreis für Journalismus und den Nationalpreis für Geschichte. Im Jahr 2005 wurde er als Mitglied der venezolanischen Akademie der Geschichte aufgenommen.
Caballero schrieb regelmäßig für El Nacional, El Diario de Caracas und El Universal.

## Schriften
- 1972: Betancourt: Populismo y petróleo en Venezuela; Historia de América en el siglo XX; Centro Editor de América Latina
- 1983: La PasIón de Comprender: ensayos de historia (y de) política
- 1988: EL Orgullo de Leer
- 1989: Las Elecciones Presidenciales: ¿la última oportunidad o la primera?
- 1993: Gómez, El Tirano Liberal: vida y muerte del siglo XIX
- 1997: De la "Pequeña Venecia" a la "Gran Venezuela": una historia de cinco siglos
- 1998: Contra el golpe, la dictadura militar y la guerra civil
- 2000: La Crisis de la Venezuela Contemporánea 1903–1992
- 2000: La gestación de Hugo Chávez: 40 años de luces y sombras en la democracia venezolana
- 2002: Revolución, reacción y falsificación
- 2002: Latin America and the Comintern, 1919–1943
- 2004: Rómulo Betancourt, Político de Nación
- 2004: El Desorden de los Refugiados
- 2004: Dramatis Personae: doce ensayos biográficos
- 2006: ¿Por qué no soy bolivariano?[1]
- 2008: Contra la abolición de la historia
- 2008: Polémicas y otras formas de escritura
- 2010: Historia de los venezolanos en el siglo XX